# Jumeirah Beach Residence

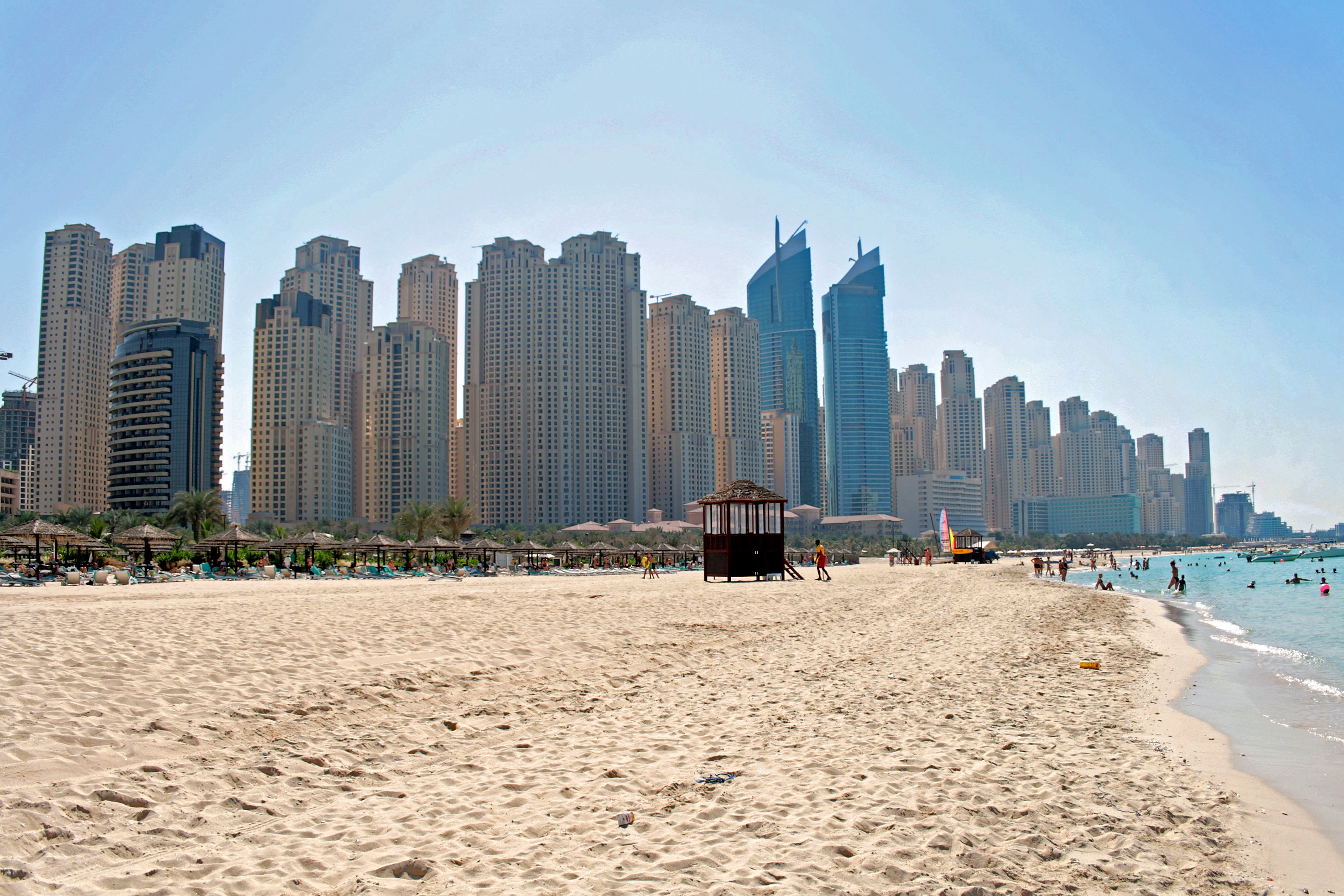

Jumeirah Beach Residence (übliche Kurzform „JBR“, arabisch: جميرا بيتش ريزيدنس) ist ein Wohnhauskomplex in Dubai, Vereinigte Arabische Emirate. 
JBR befindet sich im Dubaier Stadtteil Dubai Marina und besteht aus 36 Wohntürmen auf einem Areal von 2 Millionen Quadratmetern. Es ist somit der größte Wohnkomplex der Welt und bietet Wohnung für insgesamt 10.000 Menschen. 
JBR wurde ab 2002 von „Dubai Properties“ (gehört zur „Dubai Holding“) erbaut und im Jahr 2007 eröffnet. Die Kosten für dieses Projekt beliefen sich auf 6 Milliarden VAE-Dirham.

## Aufbau
Jumeirah Beach Residence besteht aus 36 Wohntürmen in 6 Sektoren und 4 Hotels. Der Stil der Türme selbst ist arabisch gehalten. Alle Sektoren tragen arabische Namen, die das Leben am Meer behandeln:
- Murjan / مرجان (Korallen): 6 Türme
- Sadaf / صدف (Muschel): 7 Türme
- Bahar / بحر (Meer): 7 Türme
- Rimal / رمال (Sand): 6 Türme
- Amwaj / أمواج (Wellen): 5 Türme
- Shams / شمس (Sonne): 5 Türme

Außerdem befinden sich zwischen „Sadaf“ und „Bahar“ die „Al Fattan Marine Towers“.

## „The Walk“
Entlang der JBR befindet sich „The Walk“. Auf einer Strecke von 1,7 Kilometern findet man eine Vielzahl an Restaurants, Cafés und kleinen Geschäften.